# Druhá Helénská republika
Druhá Helénská republika je pomocný historiografický termín používaný k označení řeckého státu v období republikánské vlády mezi lety 1924 a 1935. Termín druhá republika se používá k odlišení od první republikánské éry, tzv. první republiky (1822–1832) a třetí republiky, jež existuje od roku 1974. Nejvýraznějšími osobnostmi druhé republiky byly Eleftherios Venizelos, Georgios Kondylis a Theodoros Pangalos. Druhá republika měla 6,2 milionu obyvatel (dle sčítání lidu z roku 1928). Během své jedenáctileté historie viděla některé z nejdůležitějších historických událostí v moderní řecké historii: od první řecké vojenské diktatury, přes válku s Bulharskem, postupnou normalizaci řecko-tureckých vztahů až k prvním úspěšným snahám výrazně industrializovat zemi.

## Dějiny
Pád monarchie vyhlásil parlament 25. března 1924. Následně byl potvrzen referendem 13. dubna 1924, v němž se 69,9 % voličů vyslovilo ve prospěch republiky a 30,1 % ve prospěch monarchie (zajímavé je, že tyto výsledky byly téměř totožné s výsledky referenda z roku 1974 (69,2 % pro, 30,8 % proti), které definitivně monarchii zrušilo). Dekret z roku 1924 „o ochraně republikánského režimu“ zavedl trest odnětí svobody na minimálně šest měsíců za veřejné prosazování návratu monarchie, zpochybňování výsledků referenda nebo zveřejňování pomluv proti zakladatelům republiky. Prezidentem byl zvolen hrdina balkánských válek Pavlos Kunduriotis.
Křehká povaha mladé řecké republiky se projevila již v prvním roce její existence. Zatímco parlament stále projednával novou ústavu, generál Theodoros Pangalos zorganizoval převrat. Zahájil ho 24. června 1925 a brzy ovládl celou zemi s malým nebo žádným odporem vládních sil. Po svém převratu Pangalos uzmul post prezidenta (jen nakrátko, brzy ho vrátil Kunduriotisovi) a požádal, aby mu parlament vyslovil důvěru. Překvapivě ji dostal, hlasovalo pro něj 185 z 208 přítomných členů parlamentu, včetně Alexandrose Papanastasioua (předseda vlády před Pangalosovým převratem) či Georgiose Kondylise, jenž patřil k zakladatelům republiky a byl jedním z nejvlivnějších politiků celé meziválečné éry.
Brzy se zhoršily vztahy s Bulharskem, v říjnu 1925 pak situace eskalovala v plnohodnotný válečný konflikt. Střety na řecko-bulharské hranici, k nimž došlo 18. října, vedly k tomu, že Pangalos nařídil invazi do Bulharska. Bulharsko, neschopné se dostatečně bránit, a s řeckou armádou na předměstí Petrichu, se obrátilo na Společnost národů. Ta nakonec řeckou invazi odsoudila a nařídila Řecku zaplatit Bulharsku 47 000 liber (což odpovídá 2,7 milionu liber v cenách roku 2017) jako odškodné. Řecko se záhy z bulharského území stáhlo. V krátkém konfliktu přišlo o život 50 lidí.
Pangalos nařídil i některé represe doma, přes 1000 politických aktivistů, většinou komunistů, bylo deportováno na vzdálené ostrovy v Egejském moři. Podobné praktiky přetrvaly i po Pangalosově pádu. Na vzdálené ostrovy bylo na základě protiodborového zákona z roku 1929 vyhoštěno 3000 odborářů.
Rok 1929 byl i koncem Pangalosovy diktatury. Ve stejném roce byl nucen odstoupit ze zdravotních důvodů prezident Kunduriotis. Jeho nástupcem se stal Alexandros Zaimis, který tento post zastával až do obnovení monarchie v roce 1935. Premiérem se již na konci diktatury v roce 1928 stal politický veterán Eleftherios Venizelos.
Venizelos se rozhodl výrazně zlepšit dlouhodobě špatné vztahy s Tureckem, zvláště proto, že mezinárodní vztahy Řecka byly celkově a nebezpečně špatné (rostoucí nároky Jugoslávie na Soluň, špatné vztahy s Bulharskem, vztahy s velmocemi na nejnižším bodě od roku 1832). Podnikl mnoho jednání s Mustafou Kemalem Atatürkem a vládou İsmeta İnönüho a v roce 1930 podepsal řadu smluv mezi Řeckem a Tureckem, které obnovily řecko-turecké vztahy, ba vytvořily spojenectví mezi těmito dvěma zeměmi. V rámci těchto smluv se Řecko a Turecko dohodly, že Lausannská smlouva bude konečným řešením jejich hranic, přičemž se také zavázaly, že se nepřipojí k nepřátelským vojenským nebo ekonomickým aliancím a okamžitě zastaví své námořní závody ve zbrojení. Dobré vztahy vydržely až do 50. let 20. století.
V roce 1934 následná vláda Panagise Tsaldarise podepsala v Aténách Balkánský pakt, vojenskou alianci mezi Řeckem, Rumunskem, Tureckem a Jugoslávií, která dále zlepšila vztahy republiky s jejími sousedy, byť pakt nikdy nevedl k tomu, že by si jeho signatáři pomohli v boji.
Venizelos a Tsaldaris čelili důsledkům velké hospodářské krize. Politická nestabilita byla zřejmá a panovaly obavy z monarchistického převratu. Venizelističtí důstojníci proto v březnu 1935 provedli vlastní, "preventivní" převrat. Ten však potlačil generál Georgios Kondylis. Následně sám svrhl vládu Panagise Tsaldarise a donutili prezidenta Zaimise, aby ho jmenoval předsedou vlády. Později téhož dne Kondylis donutil samotného Zaimise k rezignaci, prohlásil se regentem a zrušil republiku. Dne 3. listopadu došlo k silně zmanipulovanému plebiscitu, jehož výsledkem bylo nepravděpodobných 98 % podpory pro návrat monarchie. Král Jiří II. se vrátil do Athén 23. listopadu s Kondylisem jako předsedou vlády.
Pád republiky otevřel cestu k tomu, aby se Řecko stalo totalitním státem jedné strany, když Ioannis Metaxas v roce 1936 nastolil režim 4. srpna, který trval až do okupace Řecka Itálií v roce 1941.